# متولد شدم، اما…
متولد شدم، اما... (انگلیسی: I Was Born, But...) یک فیلم صامت در سبک کمدی و درام به کارگردانی اوزو یاسوجیرو است که در سال ۱۹۳۲ منتشر شد. از بازیگران آن می‌توان به چیشو ریو، آئوکی تومیو و تاتسوئو سایتو اشاره کرد.